# Wii 재퍼
Wii 재퍼(Wii Zapper)는 닌텐도가 개발한 Wii용 하드웨어이다. 외형은 총 모양인데, Wii 리모컨과 Wii 눈차크를 결합시켜 둘을 마치 총처럼 잡고 하는 게임에서의 편의를 위하여 닌텐도에서 출시하였다.